# Circle (album d'Amorphis)
Albums de Amorphis
The Beginning of Times
(2011) Under the Red Cloud
(2015)
Singles
1. Hopeless Days
Sortie : 1er mars 2013
2. The Wanderer
Sortie : 12 avril 2013

Circle est le onzième album du groupe de metal finlandais Amorphis, sorti en 2013 chez Nuclear Blast. 
Il a été produit et mixé par Peter Tägtgren. Pour la première fois depuis Far from the Sun en 2003, les paroles, écrites par Pekka Kainulainen, ne sont pas basées sur l'épopée finlandaise du Kalevala mais constituent une histoire originale. 

## Enregistrement et production
L'album a été enregistré de septembre à octobre 2012, le tout étant supervisé par Peter Tägtgren. C'est la première fois que le groupe a fait appel à un producteur pour l'ensemble d'un album, ce que le bassiste Niclas Etelävuori a expliqué dans une interview comme un besoin de renouvellement au niveau de leur processus d'enregistrement. D'après lui, cela ainsi que le changement de studios a aidé à renouveler leur son : « [...] presque tout sauf le groupe a changé. Je pense que l'album sonne toujours comme du Amorphis, mais après tant d'albums il y a quelque chose de frais à ce sujet, ».
La batterie a été enregistrée au studio Petrax, à Hollola, du 8 au 12 septembre 2012. Puis c'est le tour de la basse, au studio 5K, à Helsinki, du 13 au 18 septembre. Niclas Etelävuori a dit avoir joué pour cet album, sur des basses à quatre et cinq cordes, mais aussi une basse fretless et une basse acoustique. Les prises de la guitare rythmique se sont déroulées du 19 au 21 septembre, dans le même studio. Le 21 septembre, est réalisé l'enregistrement d'un orgue d'église, joué par le claviériste Santeri Kallio. La guitare solo quant à elle, est enregistrée du 21 au 23 septembre au studio 5K. Puis, le chant de Tommi Joutsen a lieu du 25 septembre au 7 octobre 2012 au même endroit. Enfin, le 27 octobre aux studio E à Helsinki, le reste des claviers (piano, orgue Hammond et piano Rhodes) est enregistré.
Circle a été mixé par Peter Tägtgren d'octobre à novembre 2012 aux studios Abyss, à Pärlby, en Suède, et a été masterisé par Jonas Kjellgren (en) au Black Lounge Studio, en Suède également. Tom Bates a été chargé de réaliser la couverture et les illustrations de l'album.

## Liste des pistes
Toutes les paroles sont écrites par Pekka Kainulainen.
| No | Titre                 | Musique         | Durée |
| -- | --------------------- | --------------- | ----- |
| 1. | Shades of Gray        | Esa Holopainen  | 5:27  |
| 2. | Mission               | Esa Holopainen  | 4:33  |
| 3. | The Wanderer          | Santeri Kallio  | 4:43  |
| 4. | Narrow Path           | Santeri Kallio  | 4:23  |
| 5. | Hopeless Days         | Esa Holopainen  | 5:08  |
| 6. | Nightbird's Song      | Tomi Koivusaari | 5:00  |
| 7. | Into the Abyss        | Santeri Kallio  | 5:36  |
| 8. | Enchanted by the Moon | Esa Holopainen  | 5:32  |
| 9. | A New Day             | Esa Holopainen  | 6:00  |

| 10. | Dead Man's Dream | Santeri Kallio | 4:03 |
| 11. | My Future        | Santeri Kallio | 7:11 |
| 12. | Illusion         |                | 4:18 |
| 13. | New Song         | Esa Holopainen | 4:54 |
| 14. | His Story        |                | 4:33 |

| DVD Bonus de l'édition limitée | DVD Bonus de l'édition limitée | DVD Bonus de l'édition limitée | DVD Bonus de l'édition limitée | DVD Bonus de l'édition limitée | DVD Bonus de l'édition limitée | DVD Bonus de l'édition limitée | DVD Bonus de l'édition limitée | DVD Bonus de l'édition limitée | DVD Bonus de l'édition limitée |
| No                             | Titre                          | Réalisation                    | Durée                          |                                |                                |                                |                                |                                |                                |
| ------------------------------ | ------------------------------ | ------------------------------ | ------------------------------ | ------------------------------ | ------------------------------ | ------------------------------ | ------------------------------ | ------------------------------ | ------------------------------ |
| 1.                             | The Making of "Circle"         | Denis Goria                    | 1:00:31                        |                                |                                |                                |                                |                                |                                |
| 2.                             | Nigthbird's Song (video clip)  | Denis Goria                    | 5:10                           |                                |                                |                                |                                |                                |                                |
| 3.                             | Galerie photo                  |                                | 2:42                           |                                |                                |                                |                                |                                |                                |
| 1:08:23                        |                                |                                |                                |                                |                                |                                |                                |                                |                                |

## Personnel

### Amorphis
- Tomi Joutsen : chant
- Esa Holopainen : guitare solo
- Tomi Koivusaari : guitare rythmique
- Niclas Etelävuori : basse
- Santeri Kallio : claviers
- Jan Rechberger : batterie

### Musiciens additionnels
- Sakari Kukko : flûte, saxophone
- Mari M : chant féminin
- Tuukka Helminen : violoncelle

### Paroles
- Pekka Kainulainen : auteur
- Erkki Virta : traducteur

### Production
- Peter Tägtgren : ingénieur du son, producteur, mixage
- Jan Rechberger : ingénieur additionnel
- Santeri Kallio : ingénieur additionnel
- Jonas Kjellgren : mastering, aux studios Black Lounge
- Tom Bates : couverture et illustrations